# Brendan Sexton (triatleta)
Brendan Sexton (6 de agosto de 1985) es un deportista australiano que compitió en triatlón. Ganó una medalla de oro en el Campeonato de Oceanía de Triatlón de 2012.

## Palmarés internacional
| Campeonato de Oceanía | Campeonato de Oceanía | Campeonato de Oceanía | Campeonato de Oceanía |
| Año                   | Lugar                 | Medalla               | Prueba                |
| --------------------- | --------------------- | --------------------- | --------------------- |
| 2012                  | Devonport (Australia) | Medalla de oro        | Individual            |